# Bärsjön, Östergötland
Bärsjön är en sjö i Kolmården i Östergötland. Den ligger ca 4 km nordost om Åby i Norrköpings kommun. Sjön är 29,5 meter djup, har en yta på 0,482 kvadratkilometer och är belägen 86,6 meter över havet. Sjön avvattnas via Nedre Glottern och Torshagsån till Bråviken.

## Delavrinningsområde
Bärsjön ingår i det delavrinningsområde (651045-152363) som SMHI kallar för Inloppet i Nedre Glottern. Medelhöjden är 105 meter över havet och ytan är 19,76 kvadratkilometer. Det finns inga avrinningsområden uppströms utan avrinningsområdet är högsta punkten. Avrinningsområdets utflöde Torshagsån mynnar i havet. Avrinningsområdet består mestadels av skog (88 procent). Avrinningsområdet har 2,06 kvadratkilometer vattenytor vilket ger det en sjöprocent på 10,4 procent.